# غوران توفيغدزيتش
غوران توفيغدزيتش (15 نوفمبر 1971 -)، (بالصربية:Горан Туфегџић)، مدرب كرة قدم صربي يدرب حالياً نادي بني ياس الإماراتي .
كان مساعدا لمحمد إبراهيم في نادي القادسية الكويتي، وبعدها انتقل إلى تدريب نادي الشباب الكويتي في 2006/2007 وساعدهم على الفوز بلقب دوري الدرجة الأولى الكويتي 2007/2008 والتأهل إلى الدرجة الممتازة، وفي 23 نوفمبر 2008 تم اختياره ليكون مساعدا لمحمد إبراهيم في منتخب الكويت لكرة القدم، حيث وصل إلى نصف نهائي كأس الخليج 19.
ثم أشرف على المنتخب الكويتي و قادهم لإحراز بطولة غرب أسيا 2011 و خليجي 20 في اليمن كما أشرف عليه في بطولة كأس أسيا 2011 بقطر قام الاتحاد الكويتي بتجديد عقد غوران توفاز مدرب المنتخب الوطني لكرة القدم لسنة اضافية، مقابل 25 ألف دولار شهريا بمعدل 300 ألف دولار سنويا ليصبح غوران أغلى المدربين الذين اشرفوا على تدريب المنتخب الكويتي , في أكتوبر 2013 تعاقد نادي الاتفاق السعودي مع غوران ليصبح المدير الفني للنادي.
في أغسطس 2012 تعرض غوران لإصابة خطيرة بعد إطلاق عيار ناري عليه أثناء إجازته في بلاده صربيا وذلك بعد خلاف حاد بينه وبين أحد جيرانه الذي لم يمنعه سنه (86 سنة) من الإقدام على هذه الفعلة العنيفة. وقالت زوجة غوران في تصريحات نشرت على موقع تويتر للتواصل الاجتماعي (زوجي في حالة صحية حرجة، إنه في وضع غير مستقر في المستشفى).

## روابط خارجية
- غوران توفيغدزيتش على موقع قاعدة بيانات كرة القدم.إي يو (الإنجليزية)
- غوران توفيغدزيتش على موقع Soccerway.com (الإنجليزية)
- غوران توفيغدزيتش على موقع عالم كرة القدم.نت (الإنجليزية)